# Superclub-KS-affaire
De Superclub-KS-affaire was een Belgisch schandaal van fraude, oplichting en valsheid in geschrifte. Het draaide rond de videotheekketen Superclub, opgericht door Maurits De Prins, en de reddingsacties voor de Kempische Steenkoolmijnen (KS), eind jaren 80. De zaak kwam in de jaren 90 aan het licht.

## Geschiedenis

### Voorgeschiedenis
Op 1 januari 1987 werd Thyl Gheyselinck aangesteld als hoofd van de NV Kempense Steenkoolmijnen. Gheyselinck was door de Belgische regering Wilfried Martens aangesteld voor de sluiting van het Kempens Bekken en het zoeken van alternatieve banen voor de afgedankte mijnwerkers. Een deel van het miljardenbedrag dat hij hiervoor kreeg zou hij anders hebben besteed. Op 28 november 1989 sloot Gheyselinck, zonder mandaat van de raad van bestuur, twee overeenkomsten met Maurits De Prins. De Prins had in 1983 de videotheekketen Super Club (SC) opgericht. In ruil voor de overeenkomsten zou Superclub een filmstudio bouwen op de KS-gronden.
KS kocht 900.000 Superclub-aandelen voor een miljardenbedrag en Gheyselinck antedateerde later de notulen van de KS-bestuursraad (26 november 1989) om zich in te dekken. De Prins gebruikte dit geld later via een carrousel om zijn failliete videobedrijf te kunnen redden. Het bedrog kwam echter enkele maanden later uit toen bleek dat de Superclub-aandelen waardeloos waren en KS voor meer dan een miljard frank was opgelicht.
Gheyselinck wilde de Limburgse mijnwerkers omscholen tot bouwvakkers. KS-bestuurder Gerard Van Acker stelde het bouwbedrijf Pieters-De Gelder (PDG) voor om hieraan mee te werken. KS betaalde uiteindelijk 684 miljoen voor de overname van PDG (55% van de aandelen). De waarde van het bedrijf werd zo bepaald op 1,3 miljard BEF. Ter rechtvaardiging werden de vroegere waarderingsverslagen aangepast. Achteraf werd de waarde van het bedrijf bijgesteld naar 187 miljoen BEF.

### Het schandaal
In 1991 kwam de hele affaire in een stroomversnelling. Het financieel noodlijdende containerbedrijf Hob Units werd door KS overgenomen. Peter Kluft, inmiddels Gheyselincks opvolger als manager van KS, sloot een overname-akkoord dat echter ettelijke miljoenen te duur was en waarbij 4 miljoen frank commissiegeld verzwegen werd. 315 miljoen frank werd onder het mom van reconversie doorgesluisd naar de voetbalclub KRC Genk, terwijl een groot deel van dure vakanties door de KS-top mee in de rekening werden verwerkt. Miljoenenpremies aan zwart geld werden aan opzichters uitgekeerd, woonstvergoedingen voor kaderleden en op jaarbasis evenveel aan een vennootschap die de inkomsten doorstortte aan Kluft in ruil voor zijn adviezen aan KS (deelluik Tadis Facturaties). Ook andere twijfelachtige geldstromen vonden plaats, zoals de hoge huurprijs van een kantoor (SIM), betaling van buskosten bij KS-stakingen en afscheidspremies voor medewerkers van een aan KS-gelieërde vzw.

### Gerechtsvervolging
Op 8 januari 1991 startte het Antwerpse parket een eerste onderzoek naar Superclub en kreeg enkele maanden later de valse SC-prospectus in handen, opgemaakt omdat De Prins met zijn bedrijf naar Zwitserland wilde verhuizen. Superclub maakte algauw een miljardenverlies ten nadele van overnemer Philips. Op 16 april 1993 werd er een onderzoek gestart naar KS en talloze huiszoekingen verricht.
In 1995 werd De Prins buiten vervolging gesteld voor de aandelenhandel van Superclub, maar een jaar later werd hij wel beschuldigd van twee falingen. De Prins verhuisde toen naar een vals adres in Luxemburg. Op 16 januari 1997 moesten alle Superclub-winkels sluiten. Twee maanden later, op 17 maart, werd De Prins aangehouden wegens oplichting en schriftvervalsing. Op 19 maart gebeurde hetzelfde met zakenman Jozef Delcroix. Er volgden bewijzen dat de KS door Superclub was opgelicht. De Prins kreeg twee maanden cel.
Ook politicus Leo Delcroix werd een tijd lang verdacht van betrokkenheid bij deze affaire, maar werd uiteindelijk nooit officieel in beschuldiging gesteld.

### Proces
Op 4 januari 1999 werden negen verdachten in het KS-dossier doorverwezen naar de correctionele rechtbank te Hasselt. De Prins stond terecht wegens oplichting en schriftvervalsing rond de verkoop van de Superclub-aandelen aan KS. Hij stond ook terecht voor het opstellen van valse SC-jaarrekeningen en een valse SC-prospectus en de verdachte bijdrage van 684 miljoen frank die KS aan bouwbedrijf Pieters-De Gelder schonk. Gheyselinck werd opgepakt wegens schriftvervalsing en oplichting bij het akkoord tussen KS en SC en investering van KS in Pieters-De Gelder (PDG). Zijn rechterhand, vicevoorzitter Gerard Van Acker werd vanwege dezelfde feiten opgepakt. Van Acker werd er ook van beschuldigd dat PDG kort na participatie van KS voor 7,5 miljoen frank renovatiewerken had uitgevoerd aan zijn woning, terwijl PDG zich nooit met particuliere woningbouw bezighield.
Peter Kluft werd opgepakt wegens misbruik van vertrouwen bij het storten van 30 miljoen frank in Pears Plastic, oplichting, schriftvervalsing bij de betaling van 14,5 miljoen frank premies en woonvergoedingen in het zwart. Het parket beschuldigde hem ook van misbruik van vertrouwen in het containerbedrijf Hob Units waar KS 594 miljoen frank in investeerde.
Marc De Schutter, aandeelhouder en geldschieter van Superclub en vertrouweling van De Prins deed in april 1992 een fictief overnamebod op Superclub, waardoor de aandelen fors daalden. De Schutter werd opgepakt wegens schriftvervalsing en zat in 1998 ook vier maanden in de cel als verdachte in de verdwijningszaak rond Vera Van Laer, een vriendin en zakenpartner van De Schutter die in juli 1996 spoorloos verdween.
Zestien anderen, waaronder Jozef Delcroix, werden buiten vervolging gesteld. Het parket, de nv Mijnen (opvolger van KS), De Prins en Van Weezendonk gingen in beroep. Op 24 november 1999 werd ook GIMV-directeur Gerard Van Acker opgepakt.
Juridisch adviseur bij Superclub, Charles Cool, werd opgepakt wegens oplichting bij de verkoop van SC-aandelen aan KS, schriftvervalsing bij de SC-jaarrekeningen en –prospectus en oplichting voor het opstellen van een valse KS/SC-overeenkomst, het valse overnamebod van Superclub in 1992 en schriftvervalsing als gevolg van onjuiste en onvolledige informatie in de Superclub-jaarverslagen.
De Nederlandse zakenman Jaap Van Wezendonk, financieel directeur van Philips België en bestuurder van Superclub (SC), was in 1989 ook op de hoogte van de verkoop van 900.000 SC-aandelen aan KS. Hij werd er later van verdacht mee verantwoordelijk te zijn voor het opstellen van de valse Super Club-prospectus in 1990, waarin het miljardenverlies van het bedrijf door hem werd geminimaliseerd. De drie KS-kaderleden, Dominique Robeyns, Jozef Van Den Broeck en Eric Beliën stonden terecht wegens schriftvervalsing en oplichting bij het uitbetalen van zwarte miljoenenpremies aan 35 opzichters.
Op 19 januari 2001 werd De Prins tot 5 jaar cel veroordeeld, waarvan 1 jaar met uitstel en een boete van 270.000 Belgische frank. Juridisch raadgever van Superclub Charles Cool kreeg 3 jaar cel, waarvan eveneens een jaar met uitstel en een boete van 225.000 frank. Marc De Schutter kreeg een voorwaardelijke straf van drie maanden en een voorwaardelijke geldboete van 18.000 frank. Gheyselinck kreeg vijf maanden voorwaardelijk en een boete van 135.0000 frank. KS-baas Kluft kreeg een voorwaardelijke celstraf van 1 jaar en een boete van 250.000 frank. Gerard Van Acker kreeg 5 maanden voorwaardelijk en 135.000 frank boete. KS-kaderleden Robeyns en Van Den Broeck werden elk veroordeeld tot 1 maand voorwaardelijk en een voorwaardelijke boete van 5.000 frank. Beliën werd vrijgesproken.
De Prins en Cool moesten 1,152 miljard frank betalen aan de NV Mijnen. Kluft moest tien miljoen frank betalen aan Pears Plastics. Ook de vordering in verband met de premies aan de opzichter werd gegrond verklaard voor een bedrag van 2,75 miljoen frank tegen Kluft, Robeyns en Van Den Broeck. De rechtstreekse dagvaarding van Cool tegen Philips België, Philips Amsterdam en Jan Timmer en de daarbij aangesloten vorderingen van Nethcorps Venture, Nethcorps Investments het Luxemburgse EFP werden ongegrond verklaard.